# Marek Ryndak
Marek Ryndak (ur. 1943, zm. 14 czerwca 2017 w Rzeszowie) – polski kierowca rajdowy.

## Życiorys
W wieku osiemnastu lat został inwalidą w wyniku wypadku motocyklowego. W 1967 wraz z kolegą ze studiów zajął 3. miejsce w klasie do 850 cm3 w Rajdzie Krokusów, jadąc wówczas Syreną 104. W 1969 wygrał klasę w tym samym rajdzie, już na własnej inwalidzkiej Syrenie i w tym samym roku debiutował w mistrzostwach Polski startując w kwietniowym Rajdzie 1001 Jezior z bazą w Olsztynie. W kolejnym roku w grudniu uczestniczył w I Nocnym Rajdzie Ziemi Rzeszowskiej. W latach 70. XX wieku przez parę sezonów startował z licencją Automobilklubu Rzeszowskiego w Rajdowych Samochodowych Mistrzostwach Polski oraz w barwach PKS Łańcut w motocyklowych rajdach obserwowanych. Należał do czołowych rajdowców Automobilklubu Rzeszowskiego i okresowo wypożyczany był również do innych klubów w tym Automobilklubu „Stomil” Dębica, „Maratonu” Warszawa oraz Moto-Car 93 z Rzeszowa. W dorobku miał osiem tytułów wicemistrza Polski. W trakcie kariery zanotował 35 sezonów startów. Karierę zawodniczą zakończył w 2002 w trakcie 10. Rajdu Rzeszowskiego Fuchs.